# 陳彥伯
陳彥伯（1969年8月21日—），臺北市人，畢業於淡江大學大眾傳播系，曾為記者、時事評論員、新黨臺北市議會議員（第六選區大安區、文山區）。

## 求學經歷
陳彥伯畢業於臺北市立中正高級中學、私立淡江大學大眾傳播系學士，畢業之後擔任記者。最初，在《中時晚報》、《聯合晚報》等報社工作，一度專門採訪中華職棒等體育新聞。於後，轉任政治組記者，同時擔任大學講師、新聞評論員，曾為《新聞挖挖哇》、《新聞夜總會》政論節目常見來賓。
在職時繼續進修，第一年研究所入學考試落榜，次年考上國立臺灣師範大學圖文傳播系在職進修碩士班，2008年以《新聞性電視談話節目主持人職場生涯發展之研究》論文，獲得工學碩士。
2010年代表新黨參加五都選舉，當選第11屆臺北市第六選區（大安區、文山區）臺北市議員（2010年–2014年）。
2014年參加九合一選舉競選連任，以4.97%得票率連任第12屆臺北市議員。

## 政治

### 2014年臺北市議員第六選區
| 號次 | 候選人   | 性別 | 政黨         | 得票數 | 得票率 | 當選標記 |
| ---- | -------- | ---- | ------------ | ------ | ------ | -------- |
| 1    | 陳彥伯   | 男   | 新黨         | 15,302 | 4.97%  |          |
| 2    | 孫仲康   | 男   | 無黨籍       | 772    | 0.25%  |          |
| 3    | 厲耿桂芳 | 女   | 中國國民黨   | 15,712 | 5.10%  |          |
| 4    | 王欣儀   | 女   | 中國國民黨   | 17,595 | 5.71%  |          |
| 5    | 陳錦祥   | 男   | 中國國民黨   | 17,165 | 5.57%  |          |
| 6    | 丁增義   | 男   | 無黨籍       | 535    | 0.17%  |          |
| 7    | 潘翰聲   | 男   | 樹黨         | 8,623  | 2.80%  |          |
| 8    | 歐陽龍   | 男   | 中國國民黨   | 27,123 | 8.80%  |          |
| 9    | 王閔生   | 男   | 民主進步黨   | 22,993 | 7.46%  |          |
| 10   | 青天     | 男   | 無黨籍       | 541    | 0.18%  |          |
| 11   | 何啟聖   | 男   | 親民黨       | 8,664  | 2.81%  |          |
| 12   | 王致雅   | 女   | 中國國民黨   | 14,115 | 4.58%  |          |
| 13   | 徐弘庭   | 男   | 中國國民黨   | 15,651 | 5.08%  |          |
| 14   | 聶紹雄   | 男   | 無黨籍       | 395    | 0.13%  |          |
| 15   | 周柏雅   | 男   | 民主進步黨   | 17,249 | 5.60%  |          |
| 16   | 李慶峰   | 男   | 民主進步黨   | 20,274 | 6.58%  |          |
| 17   | 阮昭雄   | 男   | 民主進步黨   | 20,727 | 6.73%  |          |
| 18   | 李新     | 男   | 中國國民黨   | 22,773 | 7.39%  |          |
| 19   | 謝啟大   | 女   | 無黨籍       | 9,665  | 3.14%  |          |
| 20   | 歐陽瑞蓮 | 女   | 台灣團結聯盟 | 5,279  | 1.71%  |          |
| 21   | 簡舒培   | 女   | 民主進步黨   | 22,672 | 7.36%  |          |
| 22   | 李慶元   | 男   | 中國國民黨   | 24,348 | 7.90%  |          |

## 爭議事件

### 彥伯問臍
- 2015年6月11日議會總質詢時，陳彥伯質詢台北市長柯文哲，先大罵台北市政府缺乏信用（credit），陳彥伯賣弄起英文，卻拼錯成 “credict”，又嘲弄柯文哲不該用膝蓋思考，該改用肚臍思考，依然賣弄英文，問柯「肚臍，英文怎麼拼？你會拼嗎？」柯文哲立刻回答「umbilicus，我是醫學專家啊，你忘掉了？」並報以大笑。陳表情僵硬，只能擠出「俗稱belly button」等寥寥數語，以表示自己也懂肚臍的單字，場面極其尷尬。[3]此事件被網友與媒體戲稱為「彥伯問臍」。[4]
  - 陳彥伯在質詢時意圖反擊，扳回一城，他自誇自己服兵役時擔任憲兵，大罵柯文哲「我是憲兵，我是管你們這種兵的紀律！就跟我現在管你們一樣啦！」柯文哲比陳彥伯早入伍七年，退伍時陳彥伯都尚未入伍，陳彥伯完全無法「管」柯文哲。就算陳彥伯與柯文哲同時入伍，但柯文哲為軍醫預官，有少尉階級，並非一般憲兵的士官、兵可以管轄，陳彥伯自視過高，就算陳彥伯亦是軍官，但醫官本身有自己的上級單位，憲兵基本上很難「管」到醫官，明顯是陳彥伯再出錯。[5][6]
  - 陳彥伯對自己拼錯單字的糗事向媒體滔滔雄辯，他說前美國總統布希講馬鈴薯 （Potato）都會拼錯，就算是信用（Credit）拼錯的話，也只是代表自己是有當美國總統的潛力，結論是「請你們不要這樣忌妒我。」[7]事實上陳彥伯是三度出錯，拼錯的是美國前任副總統丹·奎爾，非總統老布希或小布希。[8]

### 痛斥色情
- 2015年9月，悠遊卡公司請日本AV女優波多野結衣代言悠遊卡（波多野結衣悠遊卡事件，俗稱「波卡」）。該卡封面採用波多野結衣大頭照，遭到陳彥伯痛批「拿色情當賣點」，痛罵「柯文哲的SOP包括卸責。」[9]

### 外遇事件
- 2016年9月，媒體報導已婚的陳彥伯與任職國安局的已婚女子黃敬琳多次在新北市東北角、北海岸等地區出遊約會，動作親密，疑似外遇，並附上幾張兩人激情的照片佐證。9月21日11時，陳彥伯召開記者會，對婚外情一事坦承不諱，且對外遇對象全力保護。他否認外傳的女方是國安局官員，但承認是自己先追求對方。[10]陳表示事發後已與妻子溝通，後續之決定屬私領域，希望大眾給他空間。[11]陳彥伯的妻子汪純怡為臺灣大學政治學系、公共衛生學研究所碩士，其婚前為記者，後考任公務員十幾年，服務於考試院，官至薦任九職等。為輔佐陳彥伯從政參選，避免遭批「行政不中立」而辭去公職 [12]；而媒體也揭露了外遇對象黃敬琳為國安局的台北市議會聯絡人，已婚育有一子，夫婿為國安局駐外人員。民眾痛批，陳彥伯不顧家庭，背叛了為自己辭去公職的妻子[13]，竟然還乘人之危，在別人夫婿出國時，介入其家庭，品行不可取，「不要再出來選了」，更譏諷陳先前痛批波卡事件，「只有我可以偷情，你買波卡就是色情」、「是只許已婚議員通姦，不許市民買波卡。」 [14]此外，國安局與陳彥伯都曾否認黃敬琳任職該局，但其後被證實其身分，亦引發輿論。[15]